# 库蒂尔 (塔恩-加龙省)
库蒂尔（法語：Coutures，法語發音：[kutyʁ] ⓘ）是法国奥克西塔尼大区塔恩-加龙省的一个市镇，属于卡斯泰尔萨拉桑区。

## 地理
库蒂尔（43°57'8"N, 0°59'10"E）面积6.9 平方千米，位于法国奧克西塔尼大區塔恩-加龙省，该省份为法国西南部内陆省份，北起顺时针与洛特省、阿韦龙省、塔恩省、上加龙省、热尔省和洛特-加龙省接壤。
与库蒂尔接壤的市镇（或旧市镇、城区）包括：埃斯帕尔萨克、法若勒、让萨克、圣阿鲁梅、塞里尼亚克。

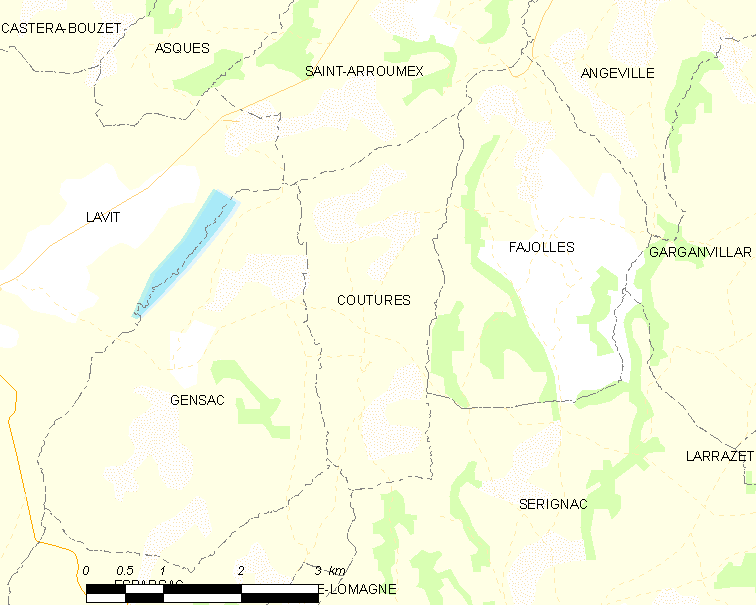
的OSM定位图

库蒂尔的时区为UTC+01:00、UTC+02:00（夏令时）。

## 行政
库蒂尔的邮政编码为82210，INSEE市镇编码为82046。

## 政治
库蒂尔所属的省级选区为博蒙德洛马涅县。

## 人口

1962-2008年间人口变化图示

库蒂尔于2022年1月1日时的人口数量为108人。